# 邱场镇
邱场鎮，是中华人民共和国四川省宜宾市翠屏区曾经下辖的一个镇。2019年8月，撤销明威镇、王场镇和邱场镇，设立金秋湖镇，以原明威镇、原王场镇和原邱场镇所属行政区域为金秋湖镇的行政区域。

## 行政区划
邱场鎮撤銷前下辖以下地区：
大同社区、金秋湖社区、邱场村、谢坝社区村、白云村、河边村、新富村、桐梓园社区村、新国村、云台村、新马村、新路村、新庙村、新店村和新站社区村。